# Żepańce
Żepańce (lit. Ropėnai) – wieś na Litwie, w rejonie wileńskim, 6 km na zachód od Kowalczuków, zamieszkana przez 46 ludzi.

## Historia
W dwudziestoleciu międzywojennym leżały w Polsce, w województwie wileńskim, w powiecie wileńsko-trockim, do 1 kwietnia 1927 w gminie Rukojnie, następnie w gminie Szumsk.

Po II wojnie światowej w granicach Związku Sowieckiego. Od 1991 na niepodległej Litwie.